# أوه سي هون
أوه سي هون (الكورية: 오세훈) (مواليد 12 أبريل 1994 –)؛ واسم الشهرة هو سيهون (بالكورية: 세훈) هو مغن مؤلف، وممثل، ورابر، وراقص، وعارض كوري جنوبي، وعضو في الفرقة الكورية الجنوبية-الصينية إكسو، ويعتبر أصغر عضو فيها.

## النشأة

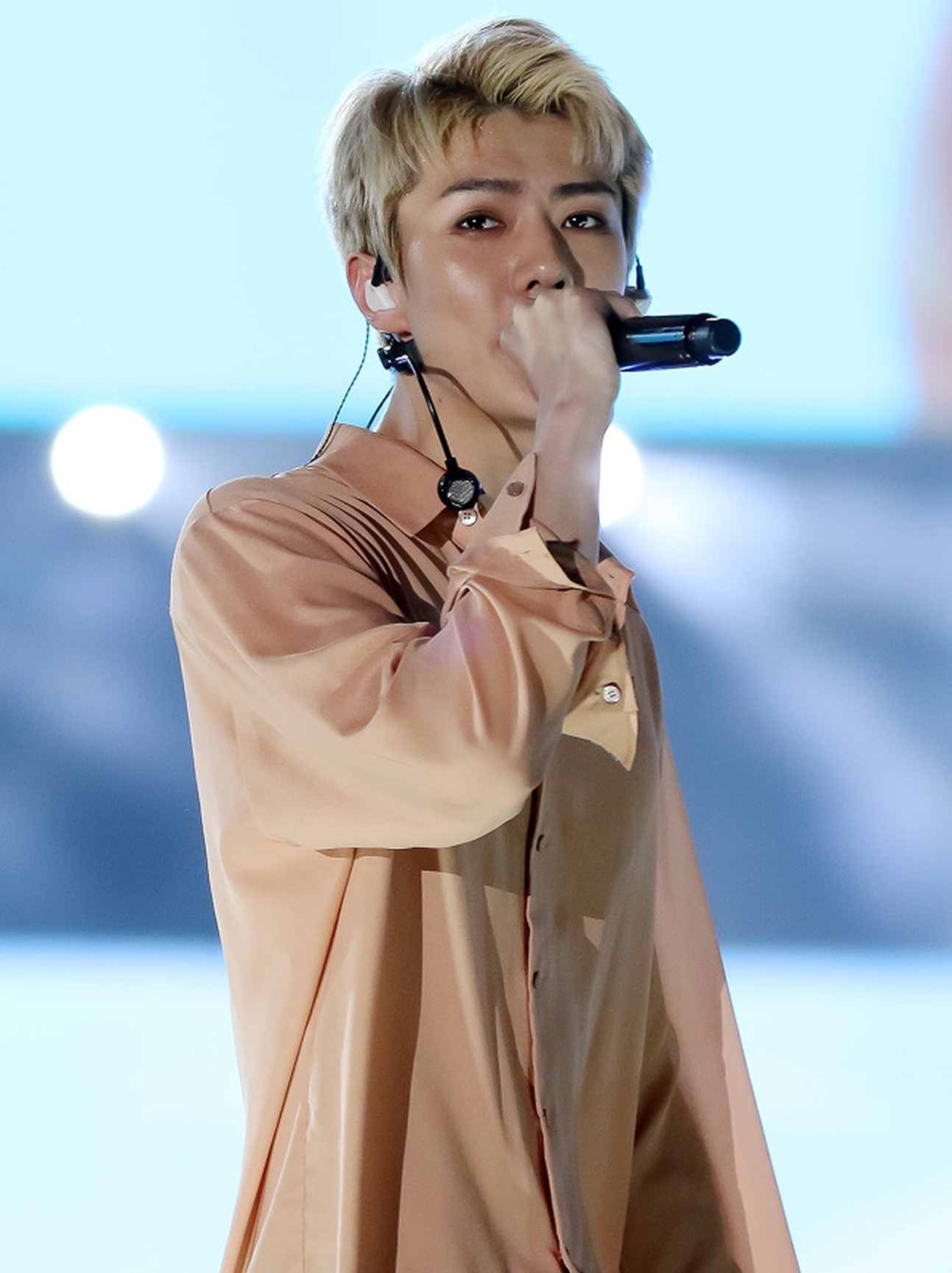
سيهون في مهرجان عائلة لوت في أكتوبر 2016.

تخرج سيهون من مدرسة سول للفنون التعبيرية في فبراير 2013. لديه أخ أكبر منه.

## أعماله

### أفلام
| العنوان | السنة       | الدور     | ملاحظات   |
| ------- | ----------- | --------- | --------- |
| كات مان | ستعلن لاحقا | ليانغ تشو | دور رئيسي |

### مسلسلات تلفزيونية
| العنوان             | السنة       | الشبكة      | الدور                | ملاحظات         |
| ------------------- | ----------- | ----------- | -------------------- | --------------- |
| إليك أيتها الجميلة  | 2012        | نظام بث سول | نقسه                 | كاميو؛ الحلقة 2 |
| الفيلا الملكية      | 2013        | جي تي بي سي | نفسه                 | كاميو؛ الحلقة 2 |
| إكسو نكست دور       | 2015        | نافير       | سيهون                | دور رئيسي       |
| صانعو الملكة السرية | 2018        | نافير       | سيهون                | دور رئيسي       |
| ترجيع دوغو          | 2018        | أوكسوسو     | كانغ هيوك / كانغ هوو | دور رئيسي       |
| عزيزي أرخميدس       | سيُعلن لاحقاً | سيُعلن لاحقاً | يان سو               | دور رئيسي       |

## وصلات خارجية
أوه سي هون على موقع IMDb (الإنجليزية)
- أوه سي هون على موقع ميوزك برينز (الإنجليزية)
- أوه سي هون على موقع ديسكوغز (الإنجليزية)
- أوه سي هون على موقع قاعدة بيانات الفيلم (الإنجليزية)
- أوه سي هون على موقع كينوبويسك (الروسية)